# ЮАР на летних Олимпийских играх 2008
ЮАР принимала участие в Летних Олимпийских играх 2008 года в Пекине (Китай) в семнадцатый раз за свою историю, и завоевала одну серебряную медаль.

## 02!Серебро
- Лёгкая атлетика, мужчины, прыжок в длину — Хотсо Мокаена.

## Результаты соревнований

### Академическая гребля
В следующий раунд из каждого заезда проходили несколько лучших экипажей (в зависимости от дисциплины). В финал A выходили 6 сильнейших экипажей, остальные разыгрывали места в утешительных финалах B-F.
Мужчины
| Соревнование | Спортсмены                   | Предварительный заезд | Предварительный заезд | Предварительный заезд | Отборочный заезд | Отборочный заезд | Отборочный заезд | Четвертьфинал | Четвертьфинал | Четвертьфинал | Полуфинал | Полуфинал | Полуфинал | Финал   | Финал   | Итоговое место |
| Соревнование | Спортсмены                   | Заезд                 | Время                 | Место                 | Заезд            | Время            | Место            | Заезд         | Время         | Место         | Заезд     | Время     | Место     | Время   | Место   | Итоговое место |
| ------------ | ---------------------------- | --------------------- | --------------------- | --------------------- | ---------------- | ---------------- | ---------------- | ------------- | ------------- | ------------- | --------- | --------- | --------- | ------- | ------- | -------------- |
| двойки       | Шон Килинг Рамон ди Клементе | 2                     | 6:45,26               | 2 Q                   | не участвовали   | не участвовали   | не участвовали   | не проводится | не проводится | не проводится | 1         | 6:37,18   | 3 Q       | Финал A | Финал A | 5              |
| двойки       | Шон Килинг Рамон ди Клементе | 2                     | 6:45,26               | 2 Q                   | не участвовали   | не участвовали   | не участвовали   | не проводится | не проводится | не проводится | 1         | 6:37,18   | 3 Q       | 6:47,83 | 5       | 5              |